# Horný Hričov
Horný Hričov (in ungherese Felsőricsó) è un comune della Slovacchia facente parte del distretto di Žilina, nella regione omonima.